# 帕利卡拉奈
帕利卡拉奈（Pallikaranai），是印度泰米尔纳德邦Kancheepuram县的一个城镇。总人口22503（2001年）。

## 人口
该地2001年总人口22503人，其中男性11627人，女性10876人；0—6岁人口2838人，其中男1487人，女1351人；识字率73.65%，其中男性为79.73%，女性为67.16%。